# PGC 803211
PGC/LEDA 803211 ist eine Spiralgalaxie vom Hubble-Typ S im Sternbild Wasserschlange. Sie ist schätzungsweise 633 Millionen Lichtjahre von der Milchstraße entfernt.